# Șandru
Șandru – wieś w Rumunii, w okręgu Marusza, w gminie Papiu Ilarian. W 2011 roku pozostawała niezamieszkana.